# 카프리아티아볼투르노
카포드리세(이탈리아어: Capodrise)는 이탈리아 캄파니아주 카세르타도에 있는 코무네이다. 나폴리로부터는 북쪽으로 70km 카세르타에선 북동쪽으로 45km 거리에 있다.